# Tchadoua
Tchadoua è un comune rurale del Niger facente parte del dipartimento di Aguie nella regione di Maradi.